# Архиепархия Сан-Хосе
Архиепархия Сан-Хосе де Коста-Рики (лат. Archidioecesis Sancti Iosephi in Costarica) — архиепархия Римско-Католической церкви с центром в городе Сан-Хосе, Коста-Рика. В митрополию Сан-Хосе де Коста-Рики входят епархии Алахуэлы, Картаго, Лимона, Пунтаренаса, Сан-Исидро де Эль-Хенераля, Сьюдад-Кесады, Тиларана-Либерии. Архиепархия Сан-Хосе де Коста-Рики распространяет свою юрисдикцию на часть коста-риканских провинций Сан-Хосе и Эредия. Кафедральным собором архиепархии Сан-Хосе де Коста-Рики является церковь Святого Иосифа в городе Сан-Хосе.

## История
28 февраля 1850 года Римский папа Пий IX издал буллу «Christianae religionis autor», которой учредил епархию Сан-Хосе де Коста-Рики, выделив её из епархии Леона Никарагуанского. Первоначально епархия Сан-Хосе де Коста-Рики была суффраганной по отношению к архиепархии Гватемалы.
16 февраля 1921 года Римский папа Бенедикт XV издал буллу «Praedecessorum Nostrorum», которой передал часть территории епархии Сан-Хосе де Коста-Рики для возведения епархии Алахуэлы и апостольского викариата Лимона (сегодня — Епархия Лимона) и одновременно возвел епархию Сан-Хосе де Коста-Рики в ранг архиепархии.
19 августа 1954 и 24 мая 2005 архиепархия Сан-Хосе де Коста-Рики передала часть своей территории для возведения соответственно епархий Сан-Исидро де Эль Хенераля и Картаго.

## Ординарии архиепархии
- епископ Anselmo Llorente y La Fuente (10.04.1851 — 23.09.1871);
- епископ Bernardo Agusto Thiel Hoffman (27.02.1880 — 9.09.1901);
- епископ Juan Gaspar Stork C.M.[1] (1.06.1904 — 12.12.1920);
- архиепископ Rafael Otón Castro Jiménez (10.03.1921 — 14.12.1939);
- архиепископ Víctor Manuel Sanabria Martínez (7.03.1940 — 8.06.1952);
- архиепископ Rubén Odio Herrera (31.10.1952 — 28.08.1959);
- архиепископ Carlos Humberto Rodríguez Quirós (5.05.1960 — 24.03.1979);
- архиепископ Роман Аррьета-Вильялобос (2.07.1979 — 13.07.2002);
- архиепископ Hugo Barrantes Ureña (13.07.2002 — 4.07.2013);
- архиепископ José Rafael Quirós Quirós (4.07.2013 — по настоящее время).

## Источник
- Annuario Pontificio, Libreria Editrice Vaticana, Città del Vaticano, 2003, ISBN 88-209-7422-3
- Булла Praedecessorum Nostrorum Архивная копия от 3 марта 2016 на Wayback Machine, AAS 13 (1921), стр. 252—255 (лат.)